# Saxifragaceae
Saxifragaceae é uma família de plantas angiospérmicas (plantas com flor - divisão Magnoliophyta), pertencente à ordem Saxifragales.
A ordem à qual pertence esta família está por sua vez incluida na classe Magnoliopsida (Dicotiledóneas): desenvolvem portanto embriões com dois ou mais cotilédones.
O grupo tem cerca de 580 espécies, classificadas em 30 géneros:
- Astilbe, Astilboides, Bensoniella, Bergenia, Bolandra, Boykinia, Chrysosplenium, Conimitella, Darmera, Deutzia, Elmera, Heuchera, Jepsonia, Leptarrhena, Lithophragma, Mitella, Mukdenia, Oresitrophe, Rodgersia, Saxifraga, Saxifragella, Saxifragodes, Saxifragopsis, Suksdorfia, Sullivantia, Tanakaea, Tellima, Tiarella, Tolmiea